# Segimon Font i de Milans
Segimon Font i de Milans   (Barcelona, octubre 1721 - Palma, 16 de desembre de 1796) fou un militar català, capità general de Mallorca a finals del segle xviii.
De família de mercaders, va ingressar a l'Exèrcit el 1742 i en 1743 fou destinat a Granada com a subtinent. Va lluitar a Itàlia a les ordres de Gaspar de Cagigal y de la Vega com a enginyer voluntari i fou ferit al setge de Ventimiglia (1747). En tornar va estudiar a la Reial Acadèmia de Matemàtiques de Barcelona i en 1750 ingressà al cos d'enginyers. En 1753 ascendí a tinent, en 1756 a capità i en 1760 a tinent coronel.
En 1763, amb Felipe Caballero, Mateo Vodopich i Pedro Justiniani, va encapçalar la comissió que va fer un informe sobre la situació dels presidis de Melilla i Alhucemas. En 1770 fou enviat a Veracruz, on fou ascendit a coronel i enginyer en cap el 1776. En 1778 va tornar a la Península i va participar en el setge de Gibraltar (1779-1783). En 1783 fou destinat com a comandant d'enginyers a Figueres en 1784 fou ascendit a brigadier i en 1791 a mariscal de camp. En 1793 fou destinat a Mallorca com a enginyer director. En qualitat de militar de més alta graduació, el maig de 1796 fou nomenat capità general interí de Mallorca, càrrec que va ocupar fins a la seva mort el desembre de 1796.